# 中内田村
中内田村（なかうちだむら）は、静岡県の西部、城東郡・小笠郡に属していた村である。現在の菊川市南西部にあたる。

## 地理
- 河川：菊川

## 歴史
- 1889年（明治22年）4月1日 - 町村制の施行により、中内田村、月岡村、耳川村が合併して城東郡中内田村が発足。
- 1896年（明治29年）4月1日 - 郡制の施行により所属郡が小笠郡に変更。
- 1942年（昭和17年）6月1日 - 下内田村と合併して内田村が発足。同日中内田村廃止。